# Китаизмы во вьетнамском языке
Ханвьет (вьет. Hán Việt, тьы-ном 漢越, китаизмы во вьетнамском языке) — часть лексики вьетнамского языка, которая была заимствована из китайского языка или составлена во Вьетнаме из заимствованных элементов. Если не считать калек, то от 30 до 60 процентов лексики вьетнамского языка являются заимствованиями из китайского. Изначально подобные слова записывались вьетнамскими иероглифами, однако после реформы правописания вьетнамский полностью перешёл на латиницу.

## История
В результате сотен лет китайского владычества множество китайских слов были заимствованы во вьетнамский, включая отрицательную частицу кхонг (không, 空), которая вытеснила исконную тянг (chẳng). Чиновники использовали вэньянь, и термины, относящиеся к науке, политологии, образованию, философии и другим областям, были взяты из вэньяня. Аналогично корейцам и японцам, вьетнамцы изменили чтение китайских слов на свой манер; со временем появилась система чтения китайских иероглифов.
Когда контакты с Западом стали постоянными, европейские и американские слова стали попадать во вьетнамский через китайский. Западные работы, переведённые на китайский, переводились затем во Вьетнаме, причём топонимы также попадали во Вьетнам через китайский:
- Португалия → кит. трад. 葡萄牙, пиньинь pútáoyá, палл. путаоя → Бодаоня (вьет. Bồ Đào Nha);
- Англия → кит. трад. 英吉利, пиньинь yīngjílì, палл. инцзили → Anh Cát Lợi → Anh;
- Америка → кит. трад. 亞美利加洲, пиньинь yàměilìjiā zhōu, палл. ямэйлицзя чжоу → Милойзя (вьет. Mỹ Lợi Gia, тьы-ном 美利加) → Mỹ.

Слово «клуб» было заимствовано в японский в виде атэдзи «курабу» (яп. 倶楽部), затем — в китайский в виде кит. трад. 俱樂部, пиньинь jùlèbù, палл. цзюйлэбу, а после этого — во Вьетнам, где читается каулакбо (câu lạc bộ).
В последнее время во вьетнамском имеется тенденция к замене китаизмов кальками, к примеру, Белый дом называют не бать ок (Bạch Ốc, 白屋), а ня чанг (Nhà Trắng).
Иногда в разных регионах пользуются разными словами: на севере страны для обозначения понятия «самолёт» используется исконное слово майбай (máy bay), а на юге — китаизм фико (phi cơ, 飛機).

## Использование
Китаизмы во вьетнамском, как заимствования из латинского языка в русском, имеют оттенок научности (ср. «депрециативный» и «уничижительный»; «лингвистический» и «языковой»). Так как в китайском и вьетнамском разный порядок следования определения и определителя, составные китаизмы во вьетнамском могут выглядеть как ошибки. К примеру, китаизм для обозначения белорождённой лошади — бать ма (bạch mã, 白馬, «белый» + «лошадь») может быть заменён вьетнамским словом нгыа чанг (ngựa trắng, «лошадь» + «белый»). Из-за этого смешение вьетнамских и китайских по происхождению слов встречается очень редко. Часто китаизм заменяется на местное слово:
- чунг кы (chung cư, квартира) изначально было китаизмом чунг кы (chúng cư, 眾居, «жилище для многих»), первый слог chúng был заменён на исконный chung, означающий «совместный», «вместе».

Некоторые китаизмы были созданы уже во Вьетнаме, и не существуют в китайском:
- линь мук (linh mục, 靈牧, пастор, духовный пастырь).

Другие китаизмы во вьетнамском устарели и больше не используются:
- ли тхюет (lý thuyết, 理說, «теория»);
- хоаки (hoa kỳ, 花旗, США) — бывшее китайское название США.

Если записывать сино-вьетнамские заимствования латиницей, то возникают проблемы омофонии: как 明 (светлый), так и 冥 (тёмный) читаются minh (минь), то есть, одно и то же слово имеет противоположные значения (хотя значение «тёмный» используется только в ограниченном числе составных слов). Возможно поэтому Плутон называется не 冥王星 (дословно «звезда подземного короля», минь выонг тинь), как в других восточноазиатских языках (кит. míngwángxīng, минвансин, яп. мэйо: сэй), а зьем выонг тинь (閻王星), по имени буддийского бога Ямы. В династию Хо Вьетнам назывался Дай нгу (вьет. Đại Ngu, тьы-ном 大虞, Великий Юй). Но в современном вьетнамском «нгу» — это, в первую очередь, глупец (愚), соответственно, вьетнамцы иногда интерпретируют название как «Круглый идиот». Проблема омофонов не так велика, как могла бы, из-за того, что, хотя китайские заимствования и превращаются в омофоны при записи латиницей, обычно лишь одно значение распространено широко.